# Ponsonby Tarn
Der Ponsonby Tarn ist ein See westlich der Nuklearanlage Sellafield in Cumbria, England. Der Newmill Beck bildet seinen Zufluss an der Nordseite und verlässt den See an seiner Südseite. Das Nordende ist stark verlandet und mit Sumpfpflanzen bewachsen.